# Marginalismo
O marginalismo é um movimento econômico, surgido em 1870, que afirma que o preço final de qualquer produto é também determinado pela relação oferta/demanda, não somente pelo custo de produção, tal qual defendiam os economistas clássicos.

## Histórico
A partir de 1870, o centro de preocupações de grande número de economistas se desloca. Alguns autores chamam esse deslocamento de revolução marginalista porque a ideia central que o preside é o chamado princípio marginal.
A introdução da análise marginal – que valeu a esse movimento a denominação marginalismo – mudou de modo significativo a orientação dos estudos econômicos: representou um instrumento, rapidamente difundido, de explicar a influência de determinados recursos escassos entre os usos alternativos, com 
objetivo de se chegar a resultados ótimos.

## Contexto
Os economistas clássicos teorizaram que os preços eram determinados pelos custos de produção. A crítica que os economistas marginalistas enfatizaram sobre a teoria clássica, era de que os preços também dependiam de um certo grau da demanda, que por sua vez dependiam da satisfação dos consumidores em relação às mercadorias serviços, individualmente.
Os marginalistas forneceram modernos conceitos microeconômicos, utilizando ferramentas básicas de demanda e oferta, satisfação dos consumidores e uma base matemática para a utilização dessas ferramentas.
Mostraram também que em uma economia aberta, os fatores de produção (terra, mão de obra e capital) têm retornos equitativos às suas contribuições para a produção, este princípio foi, algumas vezes, utilizado para justificar a existência de distribuição de renda: os agentes ganhavam exatamente o que contribuíam para a produção.

## Principais nomes
Entre as principais figuras do movimento marginalista, estão:
- O inglês William Stanley Jevons (1835-1882), que escreveu, Theory of Political Economy (1871). Jevons, embora de modo diverso, recorreu também à matemática, não de forma tão contundente como seu contemporâneo Walras;
- O austríaco Carl Menger (1840-1921), autor de Die Grundsätze der Volkswirstschaltslehre1]] (1871). Menger apresenta os mesmos princípios marginalistas em uma linguagem comum, deixando de lado a matemática;
- O francês Léon Walras (1834-1910) que publicou Élements d'Économie Politique Pure (1874). Se preocupou com o Equilíbrio Geral e a interdependência de todo o sistema econômico e apresentou sua visão da economia em termos puramente matemáticos. É um dos precursores da economia matemática que ganhou corpo em nosso século, com Wassily Leontieff e Von Neumann.

Podemos citar também:
- Alfred Marshall (1842-1924), que só publicou seu grande tratado Principles of Economics em 1890, quase vinte anos após o aparecimento dos livros de Jevons e Menger e, por isso, não é citado como um dos fundadores do movimento marginalista, todavia, Marshal é considerado um neoclássico e criador da microeconomia. Mas não há dúvidas de que ele já ensinava as ideias principais do marginalismo na década de 1870. Marshall, embora fosse um grande matemático, não enfatizou o papel desta disciplina na economia;
- Outros representantes famosos da mesma escola são Eugen von Böhm-Bawerk e Friederich Wieser. Estes dois autores desenvolveram, ampliaram e aprofundaram a obra de Menger, do qual eram discípulos. Há autores que consideram Eugen von Böhm-Bawerk como o maior economista da escola austríaca e um dos maiores economistas de todos os tempos. Realmente, boa parte de sua obra é uma crítica da obra de Marx;
- Não podemos deixar de citar também o precursor da teoria da utilidade, inventada primeiramente pelo funcionário público Herman Heinrich Gossen (1810-1858) na Prússia em 1854, que criou num raro e desconhecido livro em alemão a "Segunda Lei de Gossen", ou a "Lei dos Rendimentos Marginais Decrescentes". Seu trabalho, entretanto, foi desprezado por seus contemporâneos e permaneceu totalmente desconhecido até 1878.

## Premissas
O princípio da escola marginalista é baseado na "utilidade marginal". A utilidade é a propriedade de que os bens e serviços têm, de satisfazer a necessidade e desejos humanos.
Os objetos que têm utilidade são considerados bens, do ponto de vista econômico. A caracterização dos bens como econômicos, requer também que sejam escassos, isto é, estejam disponíveis em quantidades limitadas.
Todos os bens econômicos são regidos pelo princípio fundamental da utilidade marginal decrescente. Esse princípio enuncia que cada unidade sucessiva de um determinado bem adiciona menor satisfação do que aquela proporcionada pela unidade anterior.
A moderna teoria da utilidade marginal, é subjetiva e declara que o valor depende da utilidade, isto é, da avaliação subjetiva que os consumidores atribuem aos diversos bens disponíveis no mercado.
O conceito de utilidade marginal significa também que as escolhas econômicas são tipicamente entre quantidades pequenas, ou marginais. O consumidor não escolhe entre comprar uma grande quantidade de carne e não comprar nada. Em termos mais práticos ele se pergunta, "com base nesses preços não seria mais negócio comprar um pouco mais de carne e um pouco menos de fígado?".
Sua comparação não se dá em termos de quantidades totais, mas de quantidades marginais, adicionais. O consumidor pondera as possíveis vantagens de fazer pequenos ajustes nas fronteiras de seu padrão de consumo atual.
A força condutora do princípio marginal é que a escolha econômica, tipicamente envolve pequenos ajustes na margem de decisão. As hipóteses que fundamentam a lei da utilidade marginal decrescente são que:
- Os desejos são saciáveis;
- Diferentes bens não são substitutos perfeitos na satisfação de necessidades específicas.

## Cálculos
Ao falar em "análise marginal" estamos tratando de uma análise realizada a partir das unidades sucessivas: "a mais". Ao analisar a margem, está sendo analisado sempre um ponto de mudança.
Por isso a utilização da matemática como ferramenta para a análise marginal, que foi utilizada por diversos pensadores da escola, para fazer as análises econômicas.
A utilidade marginal, que se refere à utilidade das unidades sucessivas que decrescem de valor (utilidade), são analisadas por aspectos racionais: ao equilibrarem seus prazeres e desprezares, o consumidor estará sendo racional e soberano.
```
          I    II   III   IV    V
     1ª   5    4     3     2    1
     2ª   4    3     2     1    0
     3ª   3    2     1     0
     4ª   2    1     0
     5ª   1    0
     6ª   0
```

- I a V = ordem de preferência
- 1ª a 6ª = unidades sucessivas

Usando a tabela acima, o consumidor está totalmente satisfeito do bem "I" quando acaba de consumir sua quinta unidade sucessiva, migrando para o outro produto ("II") cujas primeira unidade adicionada dá menor satisfação que aquela primeira do produto "I", dado que "II" é menos preferível que "I" e, por isso está à direita na escala de preferências.
Vale lembrar que essa escala é delimitada pela renda do indivíduo que, se ampliada, será também aumentada a quantidade de bens, indo não mais de I a V mas, talvez de I a X.
Esse conceito foi amplamente usado pela análise marginal, o de trabalhar com apenas uma variável e manter todo o resto constante. Por exemplo, a análise da quantidade de bens e serviços consumidos por um indivíduo buscando a satisfação máxima, mantendo a renda constante.
As trocas são explicadas também usando o cerne do conceito, onde por exemplo, dois indivíduos que possuem quantidades de diferentes bens (A e B), vão fazer a troca entre si, buscando maximizar suas satisfações individualmente. Estes irão cessar a troca no momento em que a próximas unidades de troca não tiverem utilidade marginal, ou seja, quando for nula a utilidade da troca de A por B, ou de B por A.

## Visão
A economia era vista pela visão microeconômica, onde as ações individuais tomadas no conjunto por todos os agentes econômicos, tenderia ao equilíbrio da economia.
Ao considerar as tomadas de decisões microeconômicas, os marginalistas assumiam o indivíduo no centro do estágio. As preferências são individuais e as utilidades são individuais.
Em todos os pensadores da escola é clara a ideia de que a economia deve funcionar em sistema de concorrência pura, ou concorrência perfeita, para que o equilíbrio geral se instaure com eficiência.
Em escalas de comparações de utilidades, podemos afirmar que quanto mais escasso um bem, maior seu valor relativo de substituição: o desprezar de se abster de quantidades sucessivas de um bem – porque é escasso, a cada unidade a menos, aumenta seu valor – a significa dizer que sua utilidade marginal é maior, relativamente a outro bem que não seja escasso. Isso é facilmente verificado nos processos de trocas da economia, onde verifica-se o alto preço determinado pela demanda de produtos escassos.
Em sua forma convencional, a curva de oferta é ascendente da esquerda para a direita, enquanto que a curva de procura descendente. Os pressupostos dos custos crescentes (rendimentos decrescentes) e da maximização dos lucros, explicam o comportamento da curva da oferta enquanto que o pressuposto da utilidade marginal decrescente (maximização da satisfação do consumidor) explicam o comportamento da curva da demanda.

## Principais Contribuições
O princípio de que a procura fazia os preços foi determinante para que Marshall a sintetizasse com a oferta, no que pode ser chamado de economia neoclássica.
Todos os postulados do marginalismo foram essenciais, com as devidas melhorias inerentes do processo histórico, para a criação de outras correntes econômicas como o pensamento keynesiano que desempenhou grande papel na economia global, em 1929. O pensamento marginal tornou a economia mais exata, de maneira geral.
"[Na década de 1870] a análise econômica foi revolucionada pela introdução de um novo ponto de vista de um novo instrumento poderoso. O novo ponto de vista dizia respeito ao papel da utilidade na determinação do valor; e o novo instrumento era o conceito do incremento adicional ou marginal. (…) Seu descobrimento e a precisão desenvolvida em seu uso deram ao economista um instrumento analítico que desde então se tornou indispensável." (RIMA, 1977, p. 247).
Outra principal contribuição foi a visão dada de que para uma economia crescer, é imprescindível o aumento da renda dos agentes, já que para aumentar a satisfação total, o indivíduo com mais renda pode aumentar o escopo de consumo de bens e serviços.

## Biografia
Menger nasceu em 28 de fevereiro de 1840, em Nova Sandec, na Galícia, território atualmente pertencente à Polônia. Sua mãe, Caroline (née Gerzabek) era filha de um comerciante Bohemio rico e seu pai era advogado e provinha de uma antiga família austríaca de artesãos, músicos, funcionários públicos e militares, a qual somente uma geração antes emigrara dos territórios alemães da Boêmia para as províncias do Leste.
Seu avô materno, comerciante da Boêmia, que durante as guerras napoleônicas adquirira patrimônio considerável, comprara uma grande propriedade agrícola na Galícia Ocidental. Foi ali que Carl Menger passou grande parte da sua juventude presenciando, antes de 1848, ainda em fase final da servidão camponesa, que nessa região da Áustria se conservou durante mais tempo que em qualquer outra parte da Europa, exceto na Rússia.
Juntamente com seus dois irmãos – Antom, que mais tarde escreveu sobre Direito e Socialismo, foi renomado autor do livro Das Recht auf den Vollen Arbeitsertrag2 e seu colega na faculdade de Direito na Universidade de Viena, e Marx, seu outro irmão, na época conhecido parlamentar que escreveu sobre problemas sociais – Carl estudou nas Universidades de Viena (1859-1860) e Praga (1860-1863).
Depois de seu doutoramento em Crocávia, atuou no verão de 1863, primeiro como jornalista, escrevendo para jornais em Lemberg, e mais tarde em Viena, sobre assuntos diversos mas nunca referentes a Economia.
Na queda de 1866, deixou o Wiener Zeitung, um jornal oficial para qual ele estava trabalhando então como um analista de mercado, a fim de preparar-se para o seu exame oral, para Doutor em lei. Após ter passado no exame, Menger foi trabalhar como aprendiz de advogado em maio de 1867, recebendo seu grau na lei da Universidade de Krakow em agosto do mesmo ano.
Aprofundou-se em setembro de 1867, imediatamente depois de receber seu grau na lei que, relatado por Menger, "jogou (ele mesmo) na economia política". Sobre os quatro anos seguintes, trabalhou o sistema do pensamento da teoria econômica.
A economia de Menger veio a nascer na primavera de 1871, com a publicação dos Princípios da Economia Política, mudando indubitavelmente a história do pensamento econômico. Como um jornalista econômico, Menger tinha observado o contraste afiado entre os fatores que a economia clássica tinha identificado como o mais importante em explicar a determinação de preço e os fatores que os profissionais experientes do mercado acreditavam exercer influência para a formação do preço.
Se esta observação se realizava ou não, a inspiração original para o interesse repentino e profundo do autor, em perguntas econômicas após 1867, é certamente consistente com seu objetivo final de reconstruir a teoria do preço.
Em 1870, Menger obteve uma nomeação do serviço civil no departamento da imprensa do Austrian (o Ministerratsoraesidium), que foi composto então dos membros do partido liberal. Com o trabalho publicado à disposição e a conclusão bem sucedida de Habilitação em 1872, Menger cumpriu as experiências para a nomeação como um Privat-Dozent – basicamente um conferencista, para pagar com privilégios profissionais completos – na faculdade da Lei e da Ciência Política na Universidade de Viena.
No outono de 1873, Menger renunciou do departamento ministerial da imprensa, mas continuou suas atividades jornalísticas do confidencial-setor até 1875. Em 1876, ganhou uma nomeação como um dos tutores do príncipe Rudolph von Hapsburg, até então com dezoito anos, sob o curso dos dois anos seguintes, Menger acompanhou Rudolph ao viajar com ele por toda Europa.
Em seu retorno a Viena, foi nomeado pelo Imperador Franz Joseph, pai de Rudolph, para a cadeira da Economia Política na Faculdade da Lei de Viena, onde em 1879 trabalhou como professor catedrático. A partir daí passou a levar o estilo de vida tranquilo e retirado, de um erudito, que vivia a caracterizar suas atividades no magistério, ainda relativamente jovem com sessenta e três anos, para poder se dedicar em tempo integral a seu trabalho de pesquisa e redação. Mas o trabalho já realizado nunca o satisfazia, parecendo que continuou a trabalhar em seu intento, mesmo no isolamento crescente que caracterizou sua alta idade, até vir a falecer em 1921, com oitenta e um anos.
Os principais trabalhos de Carl Menger foram:
- Princípios da Economia, 1871;
- Wihelm Roscher, 1875;
- Investigações no método das ciências sociais: com referência especial à economia, 1883;
- Os Fallacies de Historicism na economia política alemã, 1884;
- Des Kapitals Zur Theorie, 1888;
- Para uma classificação sistemática das ciências econômicas, 1889;
- Nationalökonomische Literatir em Österreich, 1889;
- Do "o der Social-Theorien dado classischen o moderne Nacional-Ökonomie Wirthshaftspolitik do dado do und", 1891;
- Nas Origens do Dinheiro, 1892.

## Principal contribuição
A teoria do valor subjetivo ou teoria da utilidade marginal, é sem dúvida a parte mais importante da obra de Menger, pois trata da teoria do valor, ponto de discórdia entre as escolas clássica e neoclássica.
Já sabemos que a teoria do valor, para quase todos os marginalistas da época, é uma teoria subjetiva. Menger, prosseguindo na linha de raciocínio que levou a diferenciar entre bens econômicos e não econômicos, mostra que o valor é uma espécie de força de atração, que o bem exerce sobre nós.
Essa força de atração é criada pela escassez do bem. Quanto maior a necessidade que sentimos do bem e quanto maior sua escassez, tanto maior a força de atração que ele exerce sobre nós. E, portanto, tanto maior seu valor que, nesta escola, se confunde com o preço.
Não há mais necessidade de se falar em "preço natural" e "preço de mercado", como falavam os clássicos: o valor é o preço e o preço é o valor em unidades monetárias.

## Noção de equilíbrio geral
A teoria do equilíbrio geral procura explicar a produção, o consumo e os preços, inseridos num mesmo sistema e como esses fatores podem influenciar um ao outro.
Um dos autores que mais estudou sobre este assunto foi Léon Walras, que procurava tratar desta questão de uma maneira puramente matemática. Que nos mostra:
- A interdependência entre todas as variáveis econômicas é suscetível de um tratamento rigorosamente matemático;
- Este mercado interdependente pode chegar ao equilíbrio geral;
- A livre concorrência é a força que leva o mercado ao equilíbrio.

## Atualmente
No mundo globalizado de hoje, quando falamos de produtividade marginal, o marginalismo é mais aparente ao lado do capital. Todas as empresas que buscam se perpetuar no mercado, estão sempre buscando maximizar a utilidade de seus recursos.
O incremento de ferramentas de tecnologia da informação é o maior exemplo do pensamento marginal, onde aumentam-se quantidades de vendas a custos menores de produção.
Do lado da demanda, os esforços de marketing tentam por duas maneiras distintas, utilizando a lógica marginal, inferir na percepção de utilidade dos consumidores. Ora por campanhas focadas em promoções de descontos por quantidades, onde as unidades adicionais 'parecem' ter sua utilidade adicional por unidade 'não tão decrescente'; ora por estratégias que elevem o grau de satisfação, por posicionamento de marca em campanhas publicitárias, institucionais e outras ferramentas de branding fazendo com que os produtos migrem na escala de preferência dos consumidores.